# 学徒動員局
学徒動員局（がくとどういんきょく）は、太平洋戦争末期に文部省に置かれた内部部局の一つ。

## 概要
太平洋戦争末期の1945年（昭和20年）7月10日、総務局および体育局を廃止して設置された。文教に関する総合計画の設定その他重要政策の総合調整に関する事項、学徒隊に関する総合計画の設定および学徒隊の運営一般に関する事項、学校における武道、教練、体育運動、航空訓練等の特技訓練その他の体育訓練に関する事項、学校における保健衛生に関する事項を管掌した。敗戦後の1945年（昭和20年）9月5日に廃止された。

## 歴代局長
文部省学徒動員局長
- 永井浩：1945年7月11日 - 1945年9月4日（廃局）